# VinFast

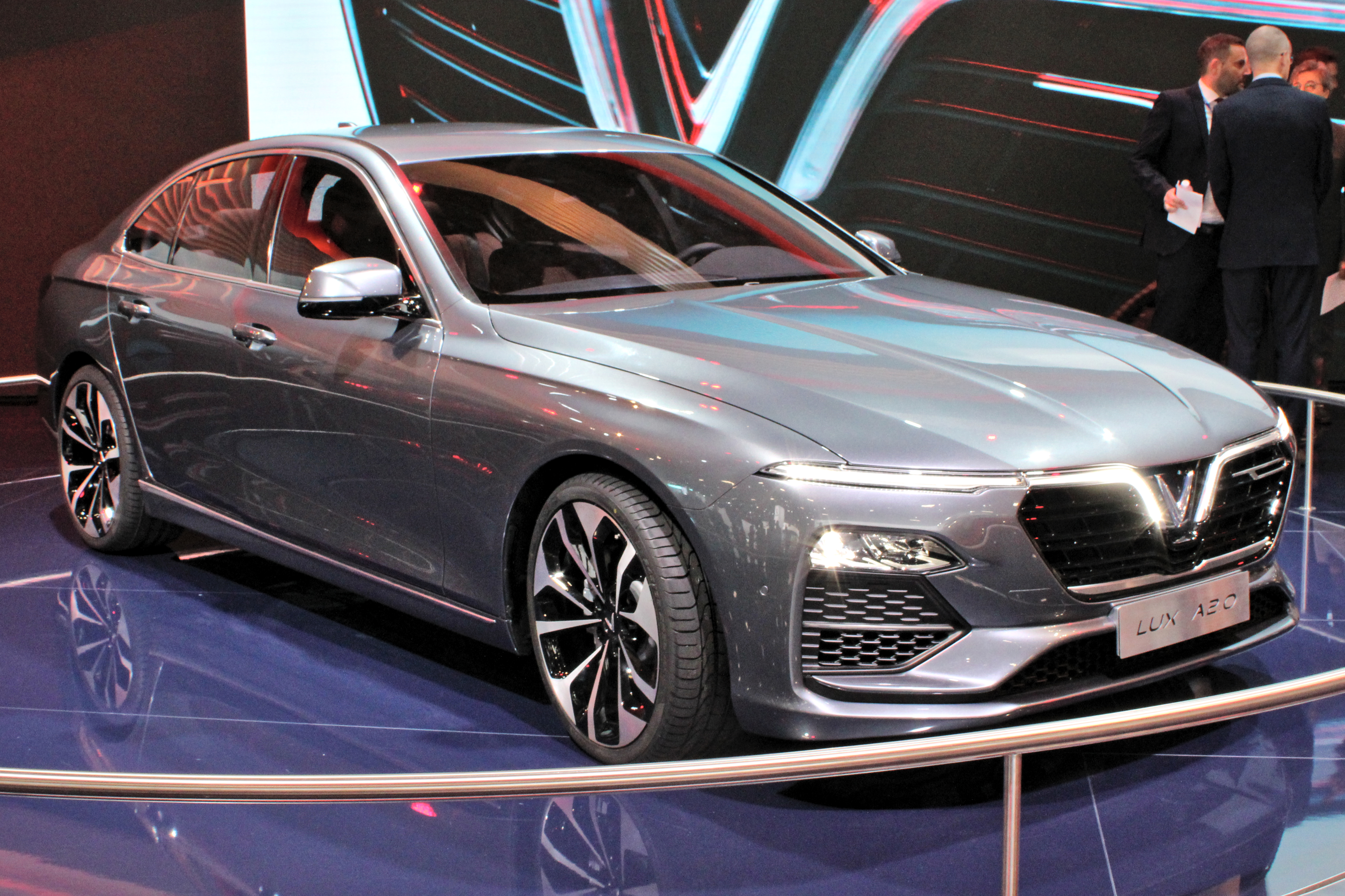
Vinfast Lux A2.0 заснований на BMW F10

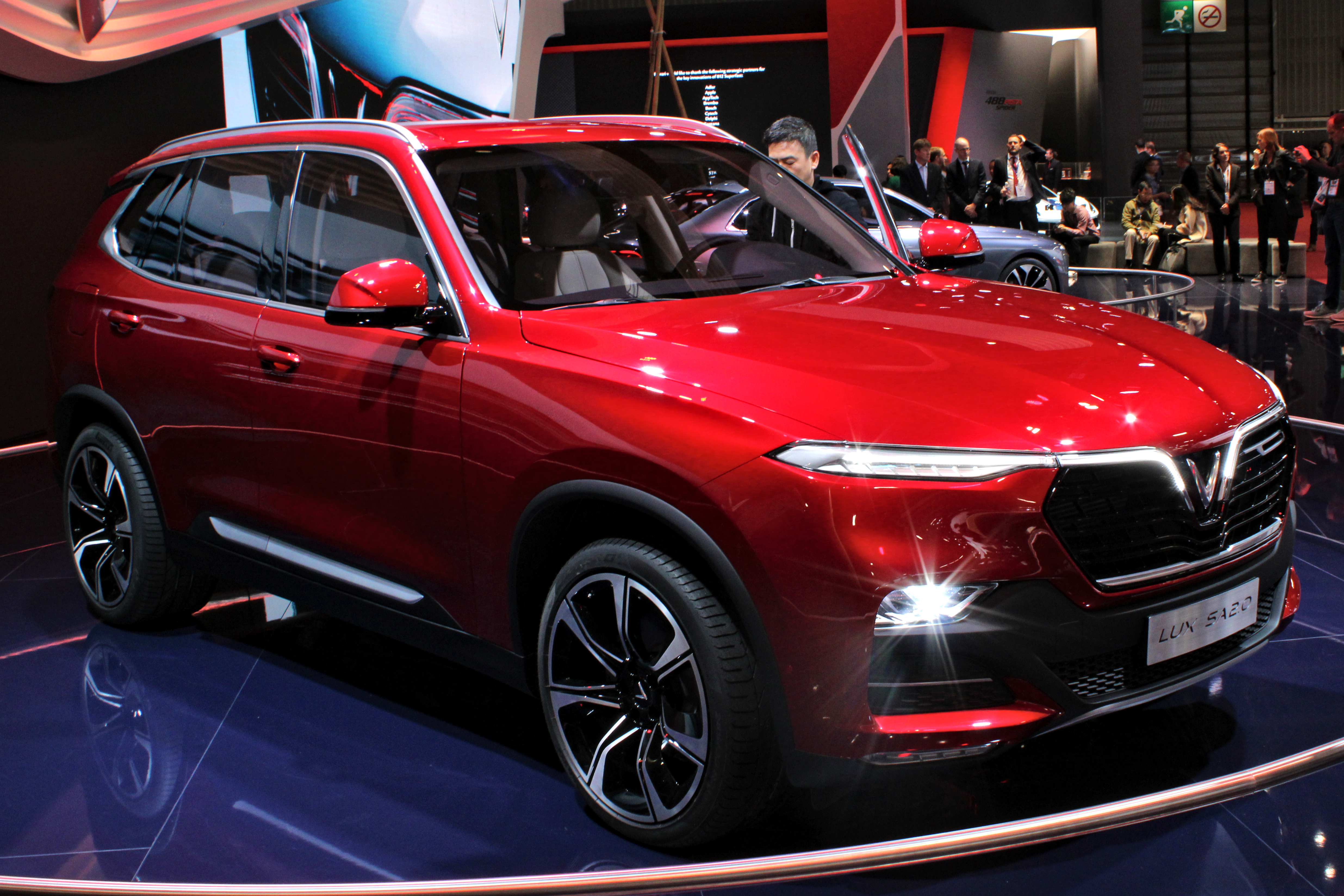
Vinfast Lux SA2.0 заснований на BMW X5 (F15)

VinFast — це в'єтнамська автомобільна компанія, головний офіс якої знаходиться у Ханої та завод у Хайфоні.

## Історія
Власником компанії є Фам Нят Вионг, який розпочав свою діяльність в Україні.
VinFast залучив знаменитий дизайнерський будинок Pininfarina для створення нового седана і позашляховика. Вартість контракту оцінюється в п'ять мільйонів доларів США. Крім того, в'єтнамська компанія повідомила, що збирається використовувати в своїх автомобілях деякі технології від BMW.
VinFast стане першим автомобільним брендом В'єтнаму, планують запустити виробництво у вересні 2019 року. Якщо все піде за планом, VinFast сподівається до 2025 року виробляти до 500,000 автомобілів в рік. І так як компанія планує вийти на європейський ринок, перший автомобіль вона покаже в Парижі восени цього року, перш ніж представить його на автосалоні у В'єтнамі в останні місяці року.

## VinFast President

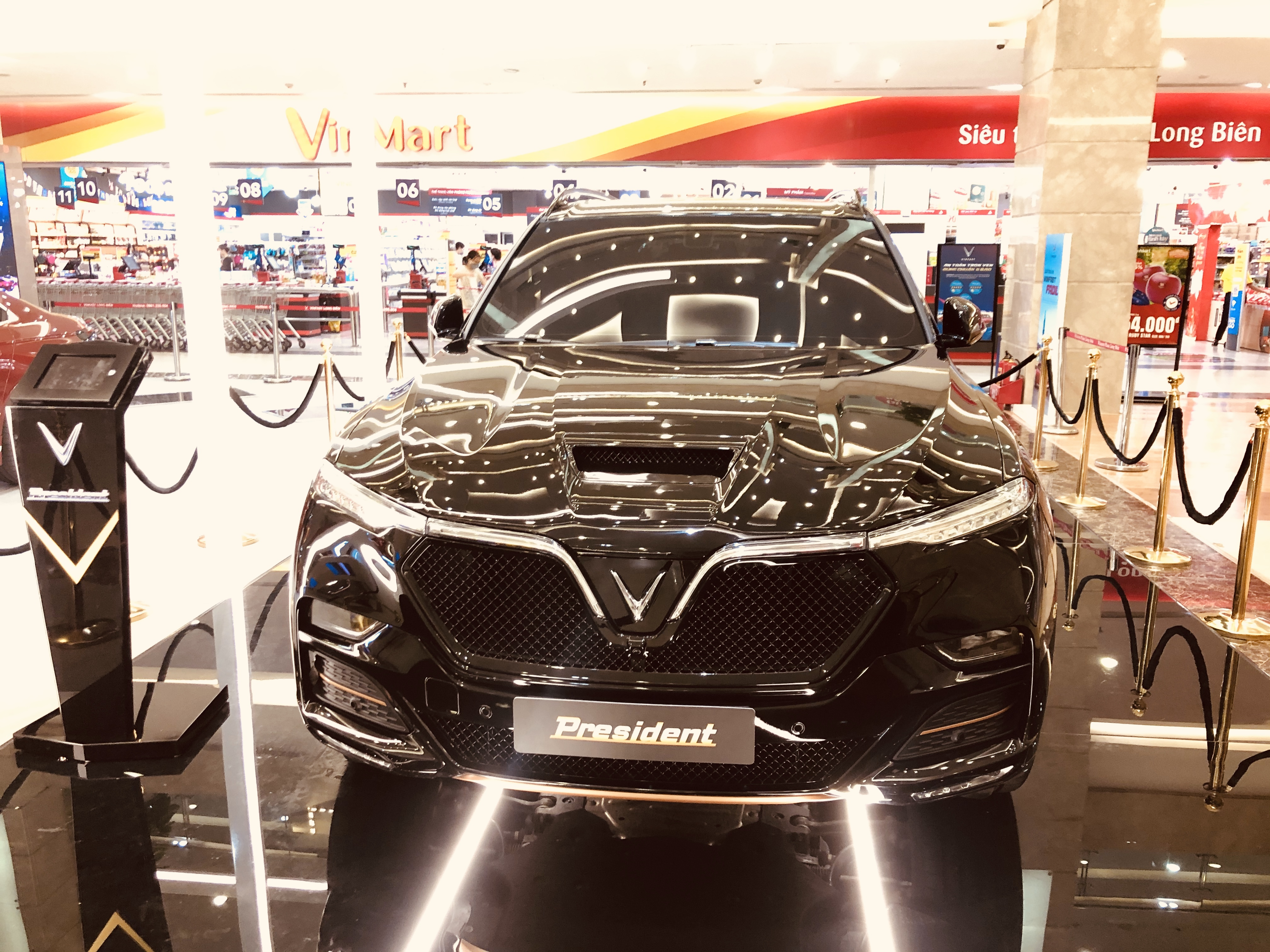
VinFast President — найдорожчий в'єтнамський автомобіль

У вересні 2020 року було представлено представницький кросовер President, топову модель бренду VinFast. Автомобіль поєднює в своїй конструкції два різні світи: платформу від BMW X5 F15 та 6,2-літровий двигун V8 від General Motors, потужністю 420 к.с. та крутним моментом 624 Нм. До виробництва заплановано тільки 500 одиниць VinFast President вартістю від $164 000. 

## Моделі

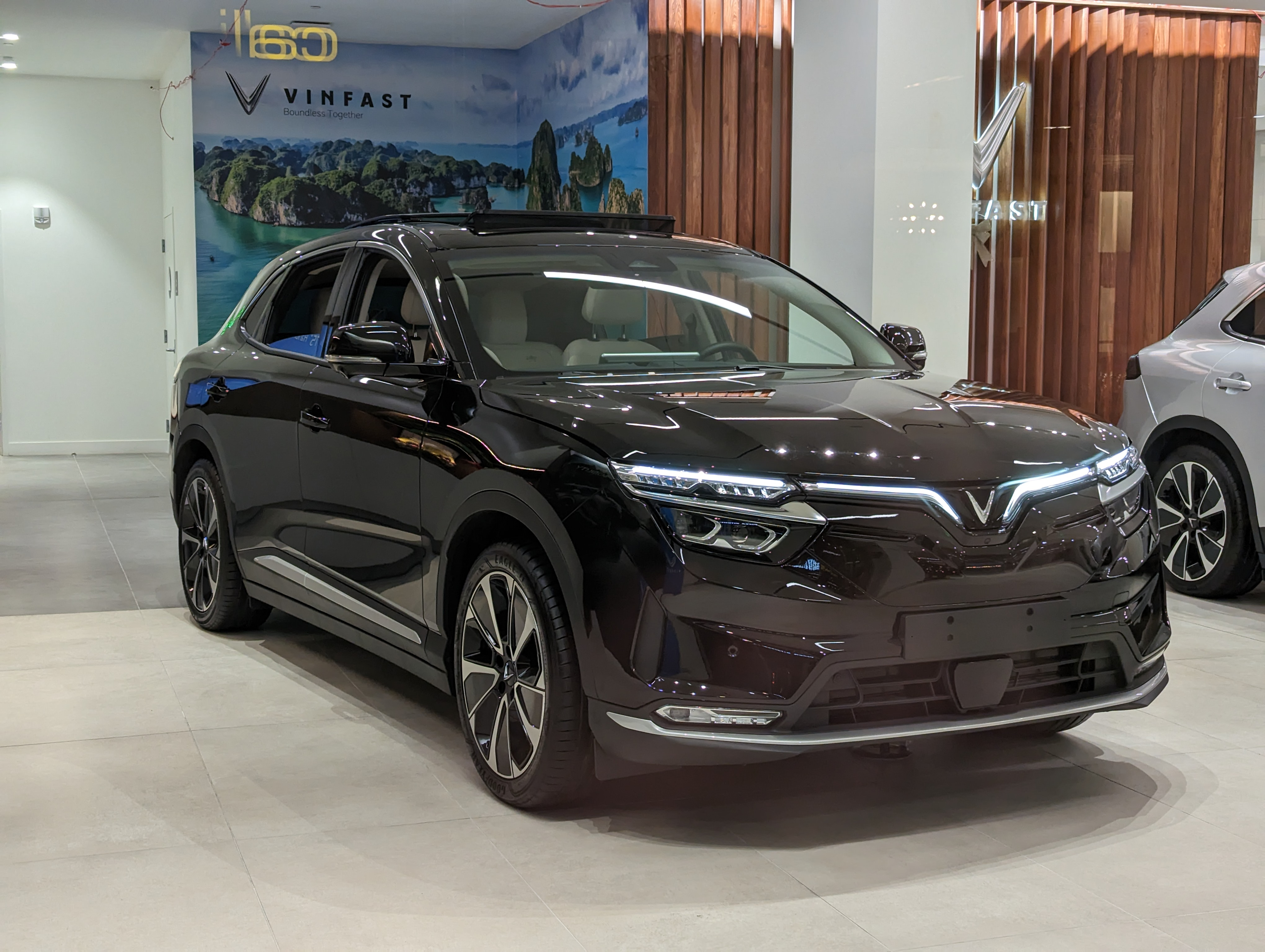
VinFast VF e34 - позашляховик C-сегменту (компактний) для ринку В'єтнаму. Перша пропозиція компанії щодо електромобілів. Поставки почалися в грудні 2021 року.
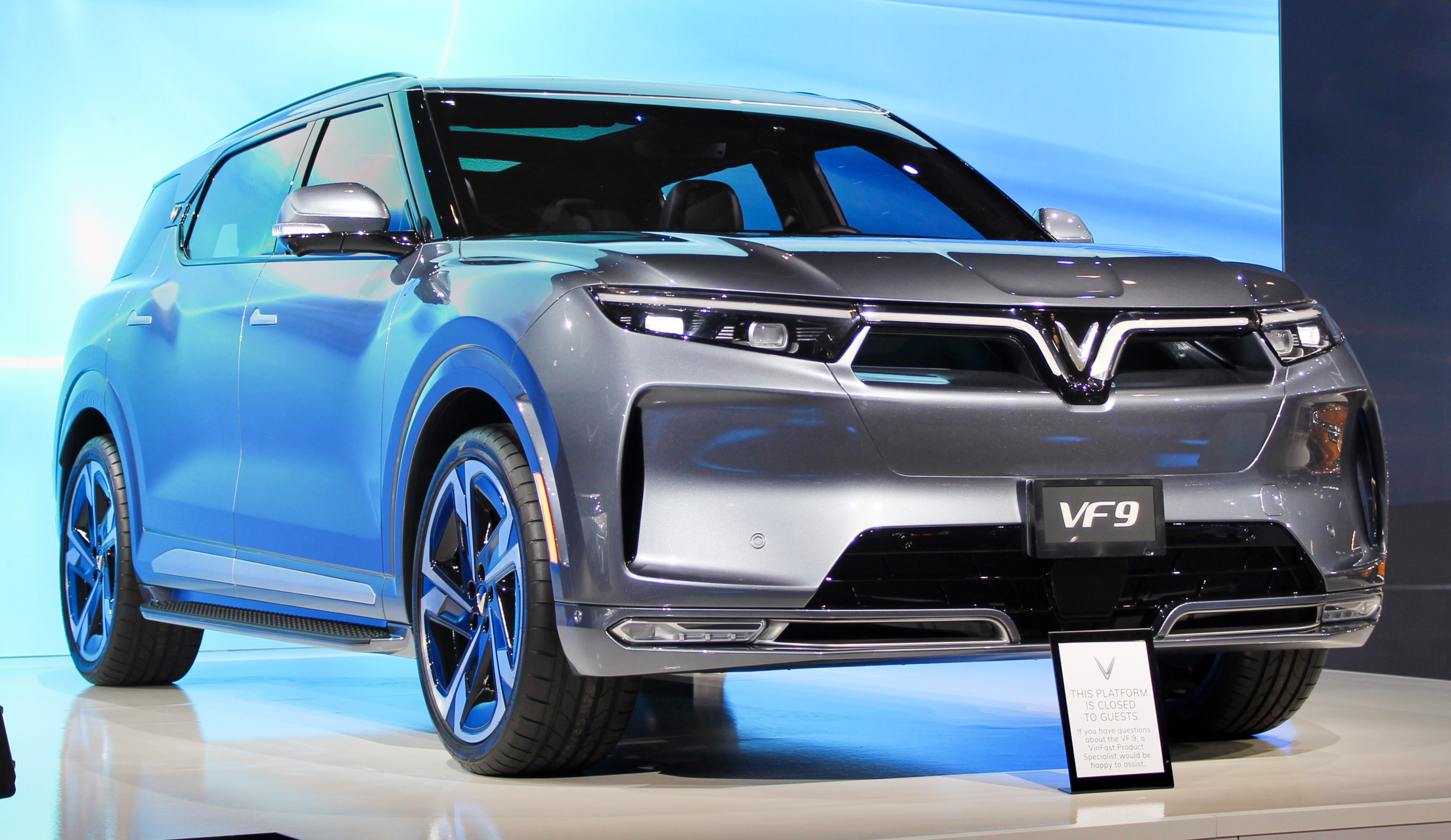
VinFast VF 3 - компактний міні-автомобіль, розроблений для ринку В'єтнаму. Двохдверний автомобіль з п'ятьма місцями. Очікується, що поставки почнуться наприкінці 2024 року.
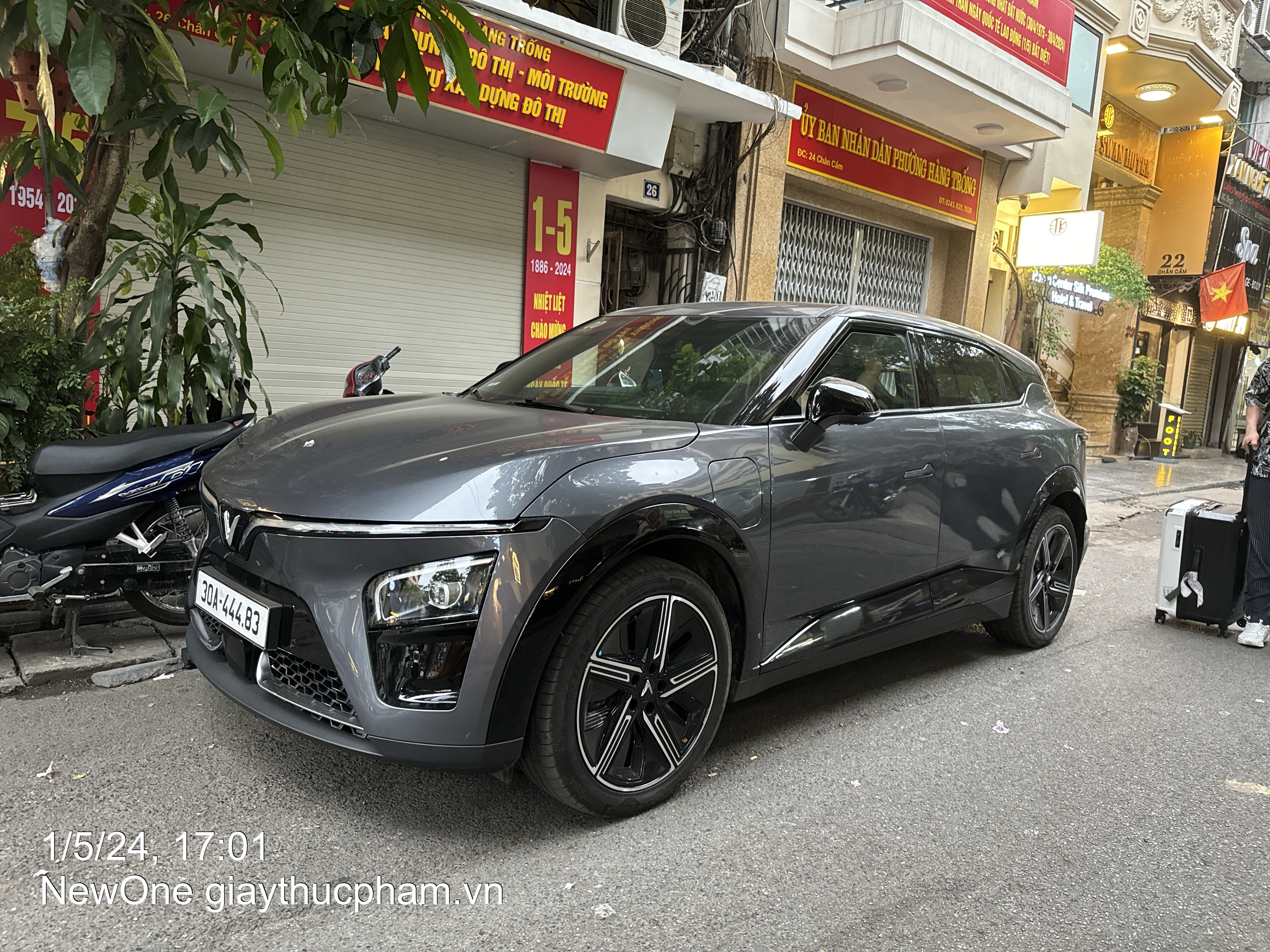
VinFast VF 5 - позашляховик А-сегменту (міський автомобіль) для ринку В'єтнаму. Поставки почалися в 2023 році.
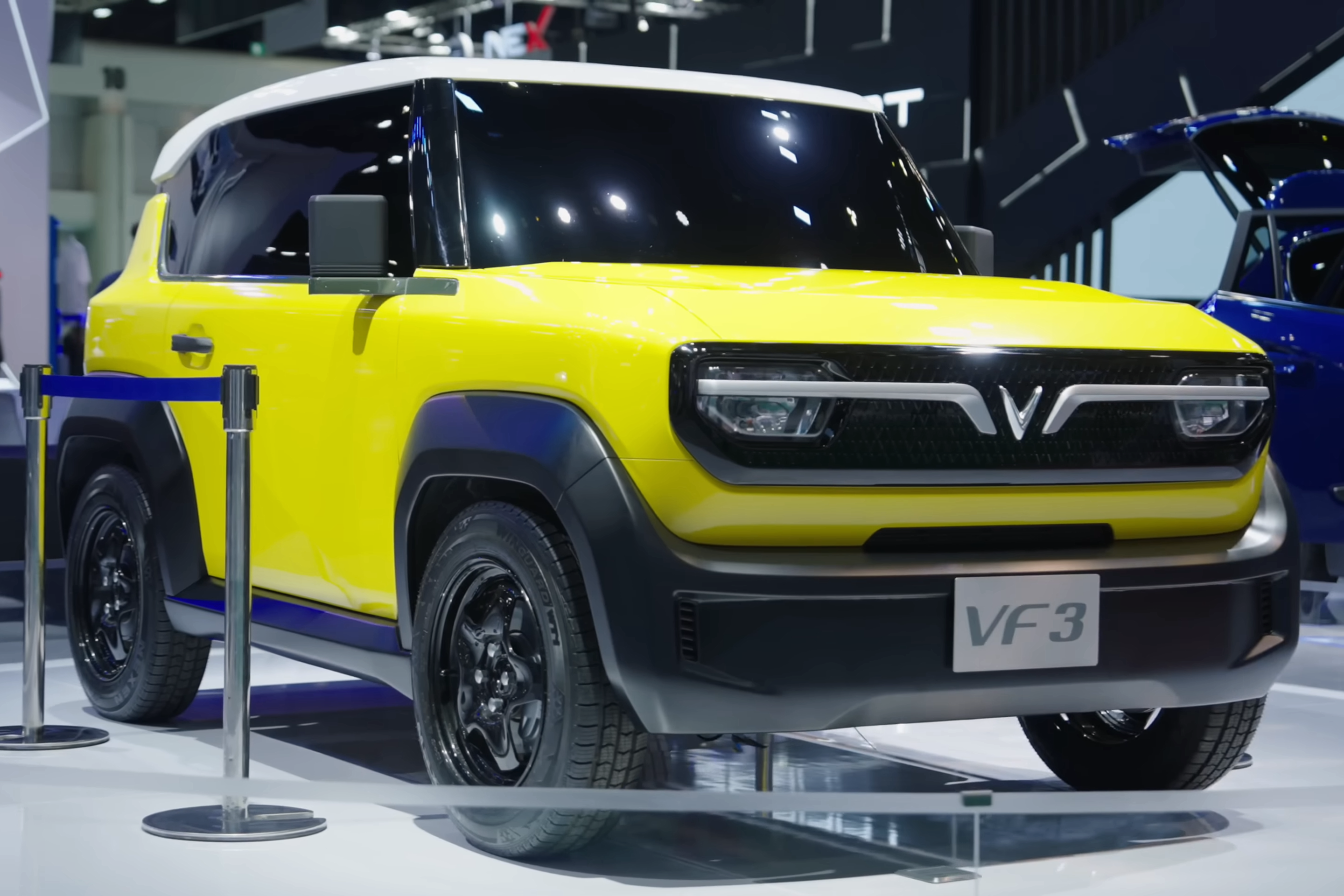
VinFast VF 6 - позашляховик B-сегменту (субкомпактний) для світового ринку. Очікується, що поставки почнуться в 2023 році.
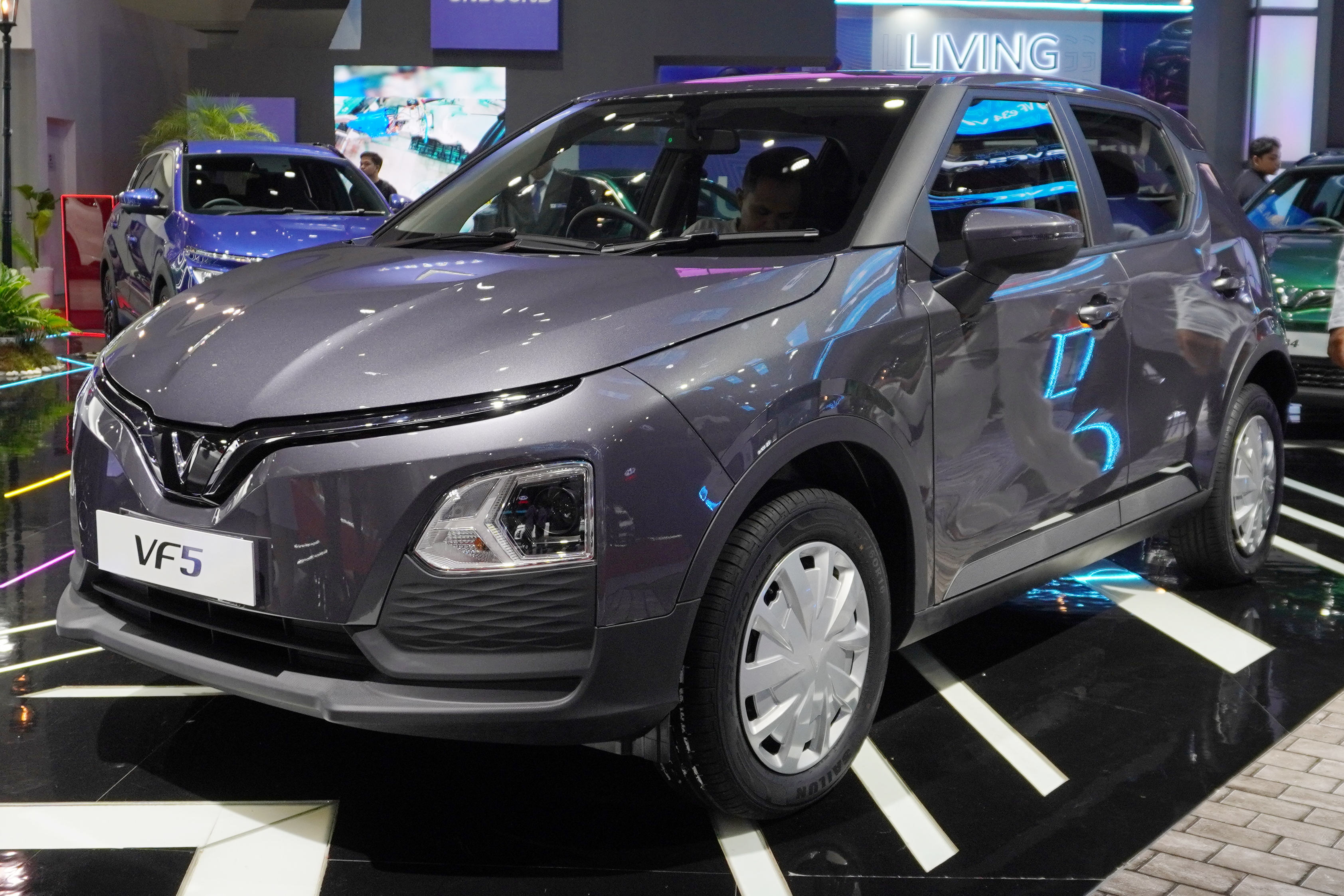
VinFast VF 7 - позашляховик C-сегменту (компактний) для світового ринку. Поставки почалися в березні 2024 року
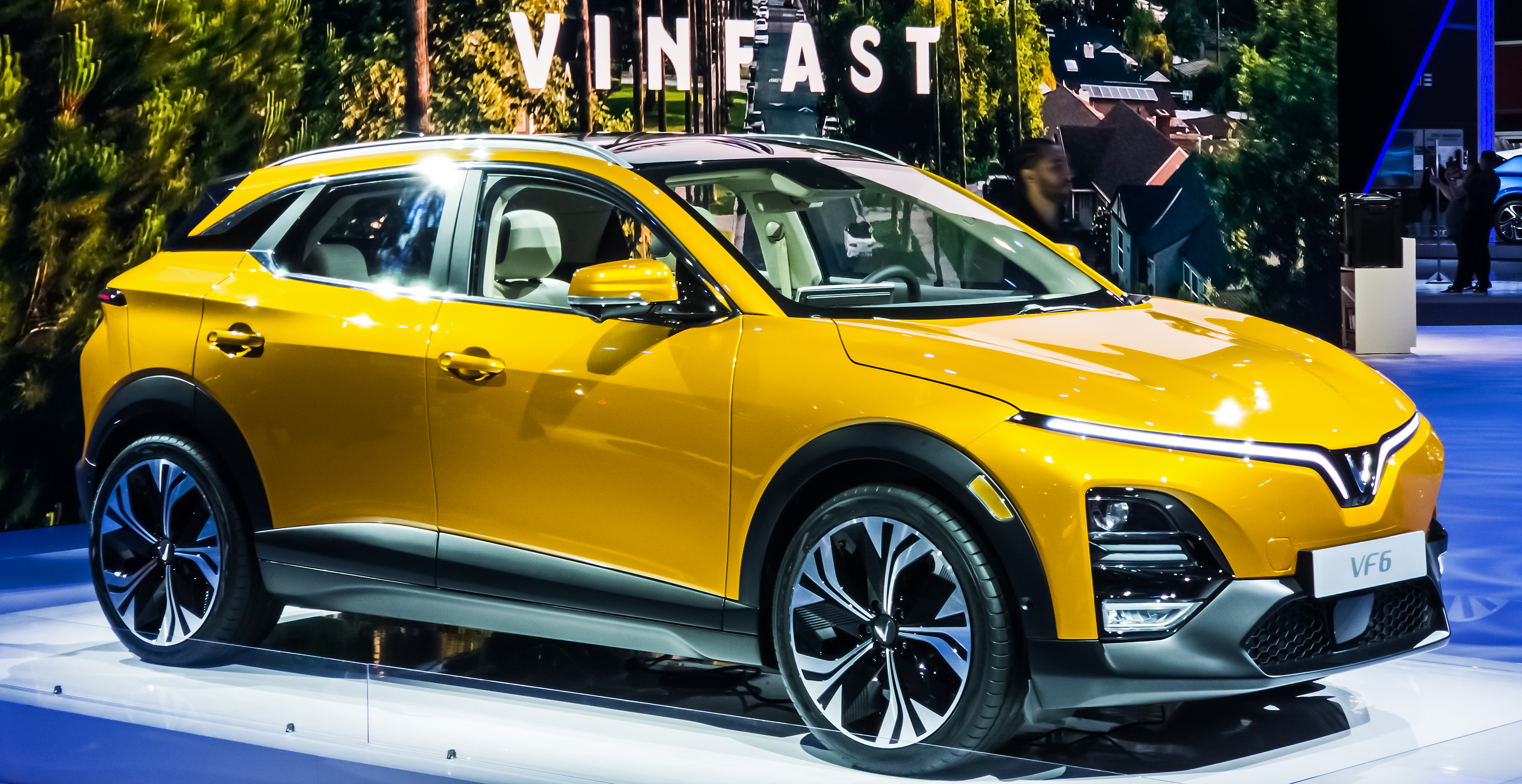
VinFast VF 8 (раніше відомий як VF32 і VF e35) – позашляховик D-сегменту (середнього розміру) для світового ринку. Поставки почалися в 2022 році.
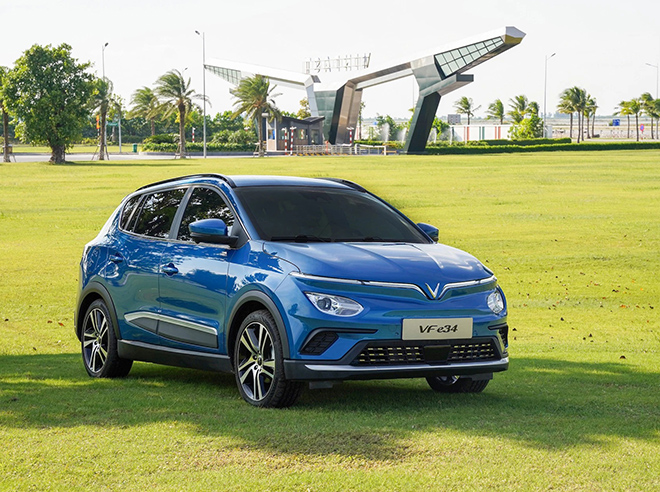
VinFast VF 9 (раніше відомий як VF33 і VF e36) – повнорозмірний позашляховик E-сегменту для світового ринку. Поставки почалися в 2023 році.  - VinFast VF 8
  - VinFast VF 9
  - VinFast VF 7
  - VinFast VF 3
  - VinFast VF 5
  - VinFast VF 6
  - VinFast VF e34